# Bundesliga (Austria)
La Bundesliga de Austria (en alemán: Österreichische Fußball-Bundesliga; también conocida como Admiral Bundesliga por motivos de patrocinio) es la máxima categoría del sistema de ligas de Austria. Se disputa desde la temporada 1974-75, tiene estatus profesional, y está organizada desde 1991 por la Asociación de la Liga de Fútbol de Austria, formada por los clubes participantes.
El fútbol austríaco cuenta con un campeonato nacional desde 1949-50, si bien se han celebrado ligas de federaciones regionales desde la década de 1910. La creación de la Bundesliga sirvió para profesionalizar este deporte en el país, siguiendo un modelo muy similar al de la Bundesliga alemana. El torneo ha estado dominado históricamente por dos clubes de la capital, el Rapid Viena y el Austria Viena, pero en el siglo XXI han irrumpido clubes de otras ciudades como el Red Bull Salzburgo.

## Historia

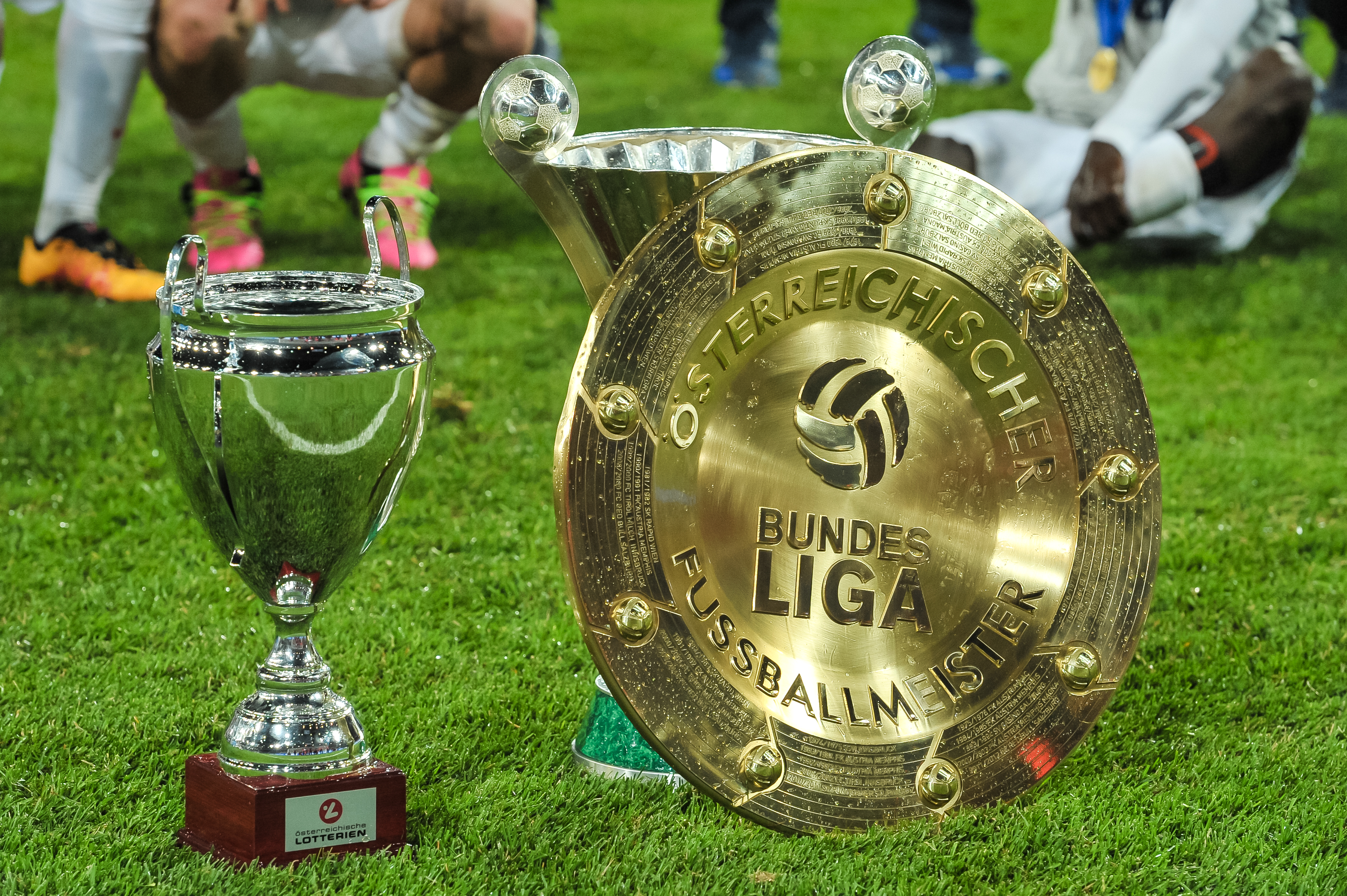
Trofeo otorgado al equipo vencedor de la Bundesliga de Austria.

Los orígenes del sistema de ligas austriaco se remontan a los campeonatos organizados por las federaciones regionales. Entre 1900 y 1903 ya se había celebrado una liguilla restringida a clubes de Viena, la Copa Tagblatt, y en la temporada 1911-12 tuvo lugar la primera liga de la Federación de Fútbol de Baja Austria (NÖFV), en la que solo podían participar equipos de la capital. En aquella época Austria formaba parte del Imperio austrohúngaro, así que le siguieron otros torneos en Bohemia, Alta Austria y Moravia-Silesia. No obstante, la liga de la NÖFV fue la única que siguió disputándose durante la Primera Guerra Mundial. Con la proclamación de la Primera República de Austria en 1919, se mantuvo un sistema donde cada provincia tenía su propia liga y la de Viena —desligada de Baja Austria desde 1923— era la más importante de todas. A su vez, la Asociación de Fútbol Amateur (VAFÖ) organizó sus propios torneos hasta los años 1930.
En 1938 se produjo la anexión de Austria por parte de la Alemania nazi, así que el sistema de ligas austriaco quedó integrado en el campeonato alemán (Gauliga) con el nombre de Gauliga Ostmark. El Rapid Viena llegó incluso a proclamarse campeón de Alemania en 1941. Esta situación se mantuvo durante siete temporadas, hasta que Austria fue liberada por los aliados en 1945 y se recuperó el modelo anterior de torneos locales. A partir de la temporada 1949-50 se estableció una liga nacional, de carácter semiprofesional, que estaba abierta a los equipos del resto del país. El primer campeón nacional que no procedía de la capital fue el LASK Linz en la edición de 1964-65.
Después de que Austria hubiese perdido su dominio tradicional en el fútbol europeo, la Asociación Austríaca de Fútbol (ÖFB) propuso una profesionalización basada en el modelo de la Bundesliga alemana. La temporada inaugural de la Primera División de Austria se disputó en 1974-75 y conllevó una reducción a doce participantes. Al mismo tiempo se consolidó una Segunda División nacional. La mayor competitividad se tradujo en una mejora significativa de los resultados del fútbol austriaco, si bien los clubes más potentes seguían siendo de la capital: el Rapid Viena y el Austria Viena. Después de probar una ampliación a 16 clubes que se descartó al poco tiempo, entre 1985 y 1993 se optó por un modelo con play-off que implicaba a la Primera y Segunda División, ambas con doce clubes: al final de la temporada regular, el campeonato se dividía en tres grupos por el título, por la permanencia en Primera y por la permanencia en Segunda. A partir de 1994 el torneo se redujo a diez equipos y pasó a llamarse Bundesliga.
La sentencia del Caso Bosman en los años 1990 conllevó un notable incremento de los futbolistas extranjeros, en su mayoría de Europa Central y los países balcánicos, pero también supuso la salida de los mejores jugadores austríacos a ligas más potentes como la alemana. El tradicional dominio vienés se vio cuestionado por otras ciudades. No obstante, a comienzos de los años 2000 hubo una crisis económica en el fútbol austriaco que conllevó la desaparición de dos campeones recientes: el Tirol Innsbruck y el Grazer AK. A partir de 2007 la liga estuvo dominada por el Red Bull Salzburgo, un equipo surgido tras la compra del histórico Austria Salzburgo por parte de la multinacional Red Bull.
Desde la temporada 2018-19, la Bundesliga austriaca está formada por doce clubes. Por otro lado, la segunda categoría (2. Liga) se ha ampliado a 16 equipos y acepta clubes filiales.

## Participantes

### Temporada 2025-26
| Equipos            | Ciudad    | Estadio                  | Capacidad |
| ------------------ | --------- | ------------------------ | --------- |
| Austria Viena      | Viena     | Estadio Franz Horr       | 17.500    |
| Blau-Weiß Linz     | Linz      | Hofmann Personal Stadion | 5.595     |
| Grazer AK          | Graz      | Sportzentrum Weinzödl    | 3.000     |
| LASK               | Linz      | Raiffeisen Arena         | 19.080    |
| Rapid Viena        | Viena     | Weststadion              | 28.000    |
| Red Bull Salzburgo | Salzburgo | Stadion Wals-Siezenheim  | 30.000    |
| Rheindorf Altach   | Altach    | Stadion Schnabelholz     | 8.500     |
| SV Ried            | Ried      | Josko Arena              | 7.300     |
| Sturm Graz         | Graz      | Stadion Graz-Liebenau    | 15.400    |
| TSV Hartberg       | Hartberg  | Stadion Hartberg         | 4.630     |
| Wolfsberger AC     | Wolfsberg | Lavanttal-Arena          | 7.300     |
| WSG Tirol          | Innsbruck | Tivoli Stadion Tirol     | 16.000    |

## Sistema de competición
La Bundesliga austriaca es organizada y regulada desde 1991 —junto con la 2. Liga— por la Asociación de la Liga de Fútbol de Austria (en alemán: Verein Österreichische Fußball-Bundesliga), cuyos miembros son los propios clubes participantes. La competición consta de dos fases, participan doce equipos y cada temporada comienza a finales de julio para terminar en abril del año siguiente.
En la liga regular, los doce equipos se enfrentan todos contra todos en dos ocasiones —una en campo propio y otra en campo contrario— hasta sumar 22 jornadas. El orden de los encuentros se decide por sorteo antes de empezar la competición. Al término de esta etapa, los clubes ven reducida su puntuación a la mitad y son divididos en dos grupos: uno por el campeonato del primero al sexto clasificado, y otro por la permanencia del séptimo al duodécimo clasificado. En total cada club habrá disputado 32 encuentros.
La clasificación final se establece con arreglo a los puntos totales obtenidos por cada equipo al finalizar el campeonato. Los equipos obtienen tres puntos por cada partido ganado, un punto por cada empate y ningún punto por los partidos perdidos. Si al finalizar el campeonato dos equipos igualan a puntos, los mecanismos para desempatar la clasificación son los siguientes:
1. El que tenga una mayor diferencia entre goles a favor y en contra según el resultado de los partidos jugados entre ellos.
2. El que tenga la mayor diferencia de goles a favor teniendo en cuenta todos los obtenidos y recibidos en el transcurso de la competición.
3. El club que haya ganado más partidos en total.
4. El club que haya ganado más partidos fuera.
5. Enfrentamientos directos entre los clubes empatados (puntuación, diferencia de goles, y goles anotados).

El equipo que más puntos sume en la última jornada será proclamado campeón de Liga y podrá participar en la clasificatoria de la Liga de Campeones de la UEFA desde la ronda final de la ruta de campeones. El subcampeón también se clasifica para la Liga de Campeones, pero parte desde la segunda ronda eliminatoria. El tercero jugará la Liga Europa de la UEFA desde la ronda de play-off. Por último, hay dos plazas en Liga Europa Conferencia de la UEFA para el cuarto clasificado y para el vencedor de un play-off entre el quinto y el octavo.
Las cuestiones de justicia deportiva son competencia de la Asociación Austríaca de Fútbol (ÖFB).

## Palmarés
| Temporada | Campeón                                             | Subcampeón                                          | Tercero                                             | Máximo goleador                                     | Club                                                | Goles                                               |
| --------- | --------------------------------------------------- | --------------------------------------------------- | --------------------------------------------------- | --------------------------------------------------- | --------------------------------------------------- | --------------------------------------------------- |
| 1911-12   | SK Rapid Viena (1)                                  | Wiener Sport-Club                                   | Wiener AF                                           | Johann Schwarz                                      | First Vienna FC                                     | 22                                                  |
| 1912-13   | SK Rapid Viena (2)                                  | Wiener AF                                           | Wiener Sport-Club                                   | Richard Kuthan                                      | SK Rapid Viena                                      | 16                                                  |
| 1913-14   | Wiener AF (1)                                       | SK Rapid Viena                                      | Wiener AC                                           | Johann Neumann                                      | Wiener AC                                           | 25                                                  |
| 1914-15   | Wiener AC (1)                                       | Wiener AF                                           | SK Rapid Viena                                      | Leopold Deutsch                                     | Wiener AC                                           | 12                                                  |
| 1915-16   | SK Rapid Viena (3)                                  | Floridsdorfer AC                                    | Wiener AF                                           | Richard Kuthan                                      | SK Rapid Viena                                      | 24                                                  |
| 1916-17   | SK Rapid Viena (4)                                  | Floridsdorfer AC                                    | SC Rudolfshugel                                     | Eduard Bauer Leopold Neubauer                       | SK Rapid Viena Wiener AF                            | 21                                                  |
| 1917-18   | Floridsdorfer AC (1)                                | SK Rapid Viena                                      | Wiener AF                                           | Eduard Bauer                                        | SK Rapid Viena                                      | 21                                                  |
| 1918-19   | SK Rapid Viena (5)                                  | SC Rudolfshugel                                     | Wiener AC                                           | Josef Uridil                                        | SK Rapid Viena                                      | 16                                                  |
| 1919-20   | SK Rapid Viena (6)                                  | Viena Amateur-SV                                    | Wiener Sport-Club                                   | Josef Uridil Ernst Winkler                          | SK Rapid Viena SC Rudolfshugel                      | 21                                                  |
| 1920-21   | SK Rapid Viena (7)                                  | Viena Amateur-SV                                    | SC Rudolfshugel                                     | Josef Uridil                                        | SK Rapid Viena                                      | 35                                                  |
| 1921-22   | Wiener Sport-Club (1)                               | SC Hakoah Viena                                     | SK Rapid Viena                                      | Richard Kuthan                                      | SK Rapid Viena                                      | 20                                                  |
| 1922-23   | SK Rapid Viena (8)                                  | Viena Amateur-SV                                    | SK Admira Viena                                     | Ferdinand Swatosch                                  | Viena Amateur-SV                                    | 21                                                  |
| 1923-24   | Viena Amateur-SV (1)                                | First Vienna FC                                     | Wiener Sport-Club                                   | Gustav Wieser                                       | Viena Amateur-SV                                    | 15                                                  |
| 1924-25   | SC Hakoah Viena (1)                                 | Viena Amateur-SV                                    | First Vienna FC                                     | Gustav Wieser                                       | Viena Amateur-SV                                    | 19                                                  |
| 1925-26   | Viena Amateur-SV (2)                                | First Vienna FC                                     | 1. Simmeringer SC                                   | Gustav Wieser                                       | Viena Amateur-SV                                    | 25                                                  |
| 1926-27   | SK Admira Viena (1)                                 | Brigittenauer AC                                    | SK Rapid Viena                                      | Anton Schall                                        | SK Admira Viena                                     | 27                                                  |
| 1927-28   | SK Admira Viena (2)                                 | SK Rapid Viena                                      | First Vienna FC                                     | Anton Schall                                        | SK Admira Viena                                     | 36                                                  |
| 1928-29   | SK Rapid Viena (9)                                  | SK Admira Viena                                     | Wiener AC                                           | Anton Schall                                        | SK Admira Viena                                     | 21                                                  |
| 1929-30   | SK Rapid Viena (10)                                 | SK Admira Viena                                     | First Vienna FC                                     | Frank Wesselik                                      | SK Rapid Viena                                      | 24                                                  |
| 1930-31   | First Vienna FC (1)                                 | SK Admira Viena                                     | SK Rapid Viena                                      | Anton Schall                                        | SK Admira Viena                                     | 25                                                  |
| 1931-32   | SK Admira Viena (3)                                 | First Vienna FC                                     | SK Rapid Viena                                      | Anton Schall                                        | SK Admira Viena                                     | 22                                                  |
| 1932-33   | First Vienna FC (2)                                 | SK Rapid Viena                                      | SK Admira Viena                                     | Franz Binder                                        | SK Rapid Viena                                      | 25                                                  |
| 1933-34   | SK Admira Viena (4)                                 | SK Rapid Viena                                      | FK Austria Viena                                    | Josef Bican                                         | SK Rapid Viena                                      | 28                                                  |
| 1934-35   | SK Rapid Viena (11)                                 | SK Admira Viena                                     | First Vienna FC                                     | Matthias Kaburek                                    | SK Rapid Viena                                      | 27                                                  |
| 1935-36   | SK Admira Viena (5)                                 | First Vienna FC                                     | SK Rapid Viena                                      | Wilhelm Hahnemann                                   | SK Admira Viena                                     | 23                                                  |
| 1936-37   | SK Admira Viena (6)                                 | FK Austria Viena                                    | First Vienna FC                                     | Franz Binder                                        | SK Rapid Viena                                      | 29                                                  |
| 1937-38   | SK Rapid Viena (12)                                 | Wiener Sport-Club                                   | FK Austria Viena                                    | Franz Binder                                        | SK Rapid Viena                                      | 22                                                  |
| 1938-39   | SK Admira Viena (7)                                 | SC Wacker                                           | SK Rapid Viena                                      | Franz Binder                                        | SK Rapid Viena                                      | 27                                                  |
| 1939-40   | SK Rapid Viena (13)                                 | SC Wacker                                           | Wiener Sport-Club                                   | Franz Binder                                        | SK Rapid Viena                                      | 18                                                  |
| 1940-41   | SK Rapid Viena (14)                                 | SC Wacker                                           | First Vienna FC                                     | Franz Binder                                        | SK Rapid Viena                                      | 27                                                  |
| 1941-42   | First Vienna FC (3)                                 | FC Viena                                            | SK Rapid Viena                                      | Franz Jelinek Ernst Reitermeyer                     | Wiener Sport-Club SC Wacker                         | 20                                                  |
| 1942-43   | First Vienna FC (4)                                 | Wiener AC                                           | Floridsdorfer AC                                    | Karl Kerbach                                        | Floridsdorfer AC                                    | 31                                                  |
| 1943-44   | First Vienna FC (5)                                 | Floridsdorfer AC                                    | Wiener AC                                           | Karl Decker                                         | First Vienna FC                                     | 33                                                  |
| 1944-45   | Torneo cancelado debido a la Segunda Guerra Mundial | Torneo cancelado debido a la Segunda Guerra Mundial | Torneo cancelado debido a la Segunda Guerra Mundial | Torneo cancelado debido a la Segunda Guerra Mundial | Torneo cancelado debido a la Segunda Guerra Mundial | Torneo cancelado debido a la Segunda Guerra Mundial |
| 1945-46   | SK Rapid Viena (15)                                 | FK Austria Viena                                    | SC Wacker                                           | Ernst Stojaspahl                                    | FK Austria Viena                                    | 34                                                  |
| 1946-47   | SC Wacker (1)                                       | SK Rapid Viena                                      | First Vienna FC                                     | Ernst Stojaspahl                                    | FK Austria Viena                                    | 18                                                  |
| 1947-48   | SK Rapid Viena (16)                                 | SC Wacker                                           | FK Austria Viena                                    | Ernst Stojaspahl                                    | FK Austria Viena                                    | 24                                                  |
| 1948-49   | FK Austria Viena (3)                                | SK Rapid Viena                                      | SK Admira Viena                                     | Erich Habitzl                                       | SK Admira Viena                                     | 23                                                  |
| 1949-50   | FK Austria Viena (4)                                | SK Rapid Viena                                      | SC Wacker                                           | Karl Decker                                         | First Vienna FC                                     | 23                                                  |
| 1950-51   | SK Rapid Viena (17)                                 | SC Wacker                                           | FK Austria Viena                                    | Robert Dienst                                       | SK Rapid Viena                                      | 37                                                  |
| 1951-52   | SK Rapid Viena (18)                                 | FK Austria Viena                                    | First Vienna FC                                     | Ernst Stojaspahl                                    | FK Austria Viena                                    | 31                                                  |
| 1952-53   | FK Austria Viena (5)                                | SC Wacker                                           | SK Rapid Viena                                      | Robert Dienst Ernst Stojaspahl                      | SK Rapid Viena FK Austria Viena                     | 30                                                  |
| 1953-54   | SK Rapid Viena (19)                                 | FK Austria Viena                                    | SC Wacker                                           | Robert Dienst                                       | SK Rapid Viena                                      | 25                                                  |
| 1954-55   | First Vienna FC (6)                                 | Wiener Sport-Club                                   | SK Rapid Viena                                      | Richard Broussek                                    | SC Wacker                                           | 31                                                  |
| 1955-56   | SK Rapid Viena (20)                                 | SC Wacker                                           | First Vienna FC                                     | Johann Buzek                                        | First Vienna FC                                     | 33                                                  |
| 1956-57   | SK Rapid Viena (21)                                 | First Vienna FC                                     | FK Austria Viena                                    | Robert Dienst                                       | SK Rapid Viena                                      | 32                                                  |
| 1957-58   | Wiener Sport-Club (2)                               | SK Rapid Viena                                      | First Vienna FC                                     | Walter Horak                                        | Wiener Sport-Club                                   | 34                                                  |
| 1958-59   | Wiener Sport-Club (3)                               | SK Rapid Viena                                      | First Vienna FC                                     | Erich Hof                                           | Wiener Sport-Club                                   | 32                                                  |
| 1959-60   | SK Rapid Viena (22)                                 | Wiener Sport-Club                                   | Wiener AC                                           | Friedrich Cejka                                     | Wiener AC                                           | 28                                                  |
| 1960-61   | FK Austria Viena (6)                                | First Vienna FC                                     | Wiener AC                                           | Horst Nemec                                         | FK Austria Viena                                    | 31                                                  |
| 1961-62   | FK Austria Viena (7)                                | LASK Linz                                           | SK Admira Viena                                     | Horst Nemec                                         | FK Austria Viena                                    | 24                                                  |
| 1962-63   | FK Austria Viena (8)                                | SK Admira Viena                                     | Wiener Sport-Club                                   | Erich Hof                                           | Wiener Sport-Club                                   | 21                                                  |
| 1963-64   | SK Rapid Viena (23)                                 | FK Austria Viena                                    | LASK Linz                                           | Horst Nemec                                         | FK Austria Viena                                    | 20                                                  |
| 1964-65   | LASK Linz (1)                                       | SK Rapid Viena                                      | SK Admira Viena                                     | Wolfgang Gayer                                      | Wiener Sport-Club                                   | 18                                                  |
| 1965-66   | SK Admira Viena (8)                                 | SK Rapid Viena                                      | FK Austria Viena                                    | Johann Buzek                                        | FK Austria Viena                                    | 17                                                  |
| 1966-67   | SK Rapid Viena (24)                                 | FC Wacker Innsbruck                                 | FK Austria Viena                                    | August Starek                                       | SK Rapid Viena                                      | 21                                                  |
| 1967-68   | SK Rapid Viena (25)                                 | FC Wacker Innsbruck                                 | FK Austria Viena                                    | Jorn Bjerregaard                                    | SK Rapid Viena                                      | 23                                                  |
| 1968-69   | FK Austria Viena (9)                                | Wiener Sport-Club                                   | SK Rapid Viena                                      | Helmut Köglberger                                   | FK Austria Viena                                    | 31                                                  |
| 1969-70   | FK Austria Viena (10)                               | Wiener Sport-Club                                   | SK Sturm Graz                                       | Gunther Kaltenbrunner                               | Wiener Sport-Club                                   | 22                                                  |
| 1970-71   | FC Wacker Innsbruck (1)                             | SV Austria Salzburg                                 | SK Rapid Viena                                      | Wilhelm Kreuz                                       | FC Admira Wacker                                    | 26                                                  |
| 1971-72   | SSW Innsbruck (2)                                   | FK Austria Viena                                    | SK VÖEST Linz                                       | Alfred Riedl                                        | FK Austria Viena                                    | 16                                                  |
| 1972-73   | SSW Innsbruck (3)                                   | SK Rapid Viena                                      | Grazer AK                                           | Wolfgang Breuer                                     | SSW Innsbruck                                       | 22                                                  |
| 1973-74   | SK VÖEST Linz (1)                                   | SSW Innsbruck                                       | SK Rapid Viena                                      | Hans Krankl                                         | SK Rapid Viena                                      | 36                                                  |
| 1974-75   | SSW Innsbruck (4)                                   | SK VÖEST Linz                                       | SK Rapid Viena                                      | Helmut Köglberger                                   | LASK Linz                                           | 22                                                  |
| 1975-76   | FK Austria Viena (11)                               | SSW Innsbruck                                       | SK Rapid Viena                                      | Hans Pirkner                                        | FK Austria Viena                                    | 21                                                  |
| 1976-77   | SSW Innsbruck (5)                                   | SK Rapid Viena                                      | FK Austria Viena                                    | Hans Krankl                                         | SK Rapid Viena                                      | 32                                                  |
| 1977-78   | FK Austria Viena (12)                               | SK Rapid Viena                                      | SSW Innsbruck                                       | Hans Krankl                                         | SK Rapid Viena                                      | 41                                                  |
| 1978-79   | FK Austria Viena (13)                               | Wiener Sport-Club                                   | SK Rapid Viena                                      | Walter Schachner                                    | FK Austria Viena                                    | 24                                                  |
| 1979-80   | FK Austria Viena (14)                               | SK VOEST Linz                                       | LASK Linz                                           | Walter Schachner                                    | FK Austria Viena                                    | 34                                                  |
| 1980-81   | FK Austria Viena (15)                               | SK Sturm Graz                                       | SK Rapid Viena                                      | Gernot Jurtin                                       | SK Sturm Graz                                       | 20                                                  |
| 1981-82   | SK Rapid Viena (26)                                 | FK Austria Viena                                    | Grazer AK                                           | Božo Bakota                                         | SK Sturm Graz                                       | 24                                                  |
| 1982-83   | SK Rapid Viena (27)                                 | FK Austria Viena                                    | SSW Innsbruck                                       | Hans Krankl                                         | SK Rapid Viena                                      | 23                                                  |
| 1983-84   | FK Austria Viena (16)                               | SK Rapid Viena                                      | LASK Linz                                           | Tibor Nyilasi                                       | FK Austria Viena                                    | 26                                                  |
| 1984-85   | FK Austria Viena (17)                               | SK Rapid Viena                                      | LASK Linz                                           | Toni Polster                                        | FK Austria Viena                                    | 27                                                  |
| 1985-86   | FK Austria Viena (18)                               | SK Rapid Viena                                      | SSW Innsbruck                                       | Toni Polster                                        | FK Austria Viena                                    | 33                                                  |
| 1986-87   | SK Rapid Viena (28)                                 | FK Austria Viena                                    | FC Swarovski Tirol                                  | Toni Polster                                        | FK Austria Viena                                    | 39                                                  |
| 1987-88   | SK Rapid Viena (29)                                 | FK Austria Viena                                    | SK Sturm Graz                                       | Zoran Stojadinovic                                  | SK Rapid Viena                                      | 27                                                  |
| 1988-89   | FC Swarovski Tirol (6)                              | FC Admira Wacker                                    | FK Austria Viena                                    | Peter Pacult                                        | FC Swarovski Tirol                                  | 26                                                  |
| 1989-90   | FC Swarovski Tirol (7)                              | FK Austria Viena                                    | SK Rapid Viena                                      | Gerhard Rodax                                       | FC Admira Wacker                                    | 35                                                  |
| 1990-91   | FK Austria Viena (19)                               | FC Swarovski Tirol                                  | SK Sturm Graz                                       | Václav Daněk                                        | FC Swarovski Tirol                                  | 29                                                  |
| 1991-92   | FK Austria Viena (20)                               | SV Austria Salzburg                                 | FC Swarovski Tirol                                  | Christoph Westerhaler                               | FC Swarovski Tirol                                  | 17                                                  |
| 1992-93   | FK Austria Viena (21)                               | SV Austria Salzburg                                 | FC Admira Wacker                                    | Václav Daněk                                        | FC Tirol Innsbruck                                  | 24                                                  |
| 1993-94   | SV Austria Salzburg (1)                             | FK Austria Viena                                    | FC Admira Wacker                                    | Nikola Jurcevic Heimo Pfeifenberger                 | SV Austria Salzburg                                 | 14                                                  |
| 1994-95   | SV Austria Salzburg (2)                             | SK Sturm Graz                                       | SK Rapid Viena                                      | Souleyman Sané                                      | FC Tirol Innsbruck                                  | 20                                                  |
| 1995-96   | SK Rapid Viena (30)                                 | SK Sturm Graz                                       | FC Tirol Innsbruck                                  | Ivica Vastić                                        | SK Sturm Graz                                       | 20                                                  |
| 1996-97   | SV Austria Salzburg (3)                             | SK Rapid Viena                                      | SK Sturm Graz                                       | René Wagner                                         | SK Rapid Viena                                      | 21                                                  |
| 1997-98   | SK Sturm Graz (1)                                   | SK Rapid Viena                                      | Grazer AK                                           | Geir Frigård                                        | LASK Linz                                           | 23                                                  |
| 1998-99   | SK Sturm Graz (2)                                   | SK Rapid Viena                                      | Grazer AK                                           | Eduard Glieder                                      | SV Austria Salzburg                                 | 22                                                  |
| 1999-00   | FC Tirol Innsbruck (8)                              | SK Sturm Graz                                       | SK Rapid Viena                                      | Ivica Vastić                                        | SK Sturm Graz                                       | 32                                                  |
| 2000-01   | FC Tirol Innsbruck (9)                              | SK Rapid Viena                                      | Grazer AK                                           | Radoslaw Gilewicz                                   | FC Tirol Innsbruck                                  | 22                                                  |
| 2001-02   | FC Tirol Innsbruck (10)                             | SK Sturm Graz                                       | Grazer AK                                           | Ronald Brunmayr                                     | Grazer AK                                           | 27                                                  |
| 2002-03   | FK Austria Viena (22)                               | Grazer AK                                           | SV Austria Salzburg                                 | Axel Lawaree                                        | SC Bregenz                                          | 21                                                  |
| 2003-04   | Grazer AK (1)                                       | FK Austria Viena                                    | SV Pasching                                         | Roland Kollmann                                     | Grazer AK                                           | 27                                                  |
| 2004-05   | SK Rapid Viena (31)                                 | Grazer AK                                           | FK Austria Viena                                    | Christian Mayrleb                                   | SV Pasching                                         | 21                                                  |
| 2005-06   | FK Austria Viena (23)                               | FC Red Bull Salzburg                                | SV Pasching                                         | Sanel Kuljic Roland Linz                            | SV Ried FK Austria Viena                            | 15                                                  |
| 2006-07   | FC Red Bull Salzburg (4)                            | SV Ried                                             | SV Mattersburg                                      | Alexander Zickler                                   | FC Red Bull Salzburg                                | 22                                                  |
| 2007-08   | SK Rapid Viena (32)                                 | FC Red Bull Salzburg                                | FK Austria Viena                                    | Alexander Zickler                                   | FC Red Bull Salzburg                                | 16                                                  |
| 2008-09   | FC Red Bull Salzburg (5)                            | SK Rapid Viena                                      | FK Austria Viena                                    | Marc Janko                                          | FC Red Bull Salzburg                                | 39                                                  |
| 2009-10   | FC Red Bull Salzburg (6)                            | FK Austria Viena                                    | SK Rapid Viena                                      | Steffen Hofmann                                     | SK Rapid Viena                                      | 20                                                  |
| 2010-11   | SK Sturm Graz (3)                                   | FC Red Bull Salzburg                                | FK Austria Viena                                    | Roland Linz                                         | FK Austria Viena                                    | 21                                                  |
| 2011-12   | FC Red Bull Salzburg (7)                            | SK Rapid Viena                                      | FC Admira Wacker Mödling                            | Jakob Jantscher Stefan Maierhofer                   | FC Red Bull Salzburg                                | 14                                                  |
| 2012-13   | FK Austria Viena (24)                               | FC Red Bull Salzburg                                | SK Rapid Viena                                      | Philipp Hosiner                                     | FK Austria Viena                                    | 32                                                  |
| 2013-14   | FC Red Bull Salzburg (8)                            | SK Rapid Viena                                      | SV Grödig                                           | Jonathan Soriano                                    | FC Red Bull Salzburg                                | 31                                                  |
| 2014-15   | FC Red Bull Salzburg (9)                            | SK Rapid Viena                                      | SC Rheindorf Altach                                 | Jonathan Soriano                                    | FC Red Bull Salzburg                                | 31                                                  |
| 2015-16   | FC Red Bull Salzburg (10)                           | SK Rapid Viena                                      | FK Austria Viena                                    | Jonathan Soriano                                    | FC Red Bull Salzburg                                | 21                                                  |
| 2016-17   | FC Red Bull Salzburg (11)                           | FK Austria Viena                                    | SK Sturm Graz                                       | Olarenwaju Kayode                                   | FK Austria Viena                                    | 17                                                  |
| 2017-18   | FC Red Bull Salzburg (12)                           | SK Sturm Graz                                       | SK Rapid Viena                                      | Munas Dabbur                                        | FC Red Bull Salzburg                                | 22                                                  |
| 2018-19   | FC Red Bull Salzburg (13)                           | LASK Linz                                           | Wolfsberger AC                                      | Munas Dabbur                                        | FC Red Bull Salzburg                                | 20                                                  |
| 2019-20   | FC Red Bull Salzburg (14)                           | SK Rapid Viena                                      | Wolfsberger AC                                      | Shon Weissman                                       | Wolfsberger AC                                      | 30                                                  |
| 2020-21   | FC Red Bull Salzburg (15)                           | SK Rapid Viena                                      | SK Sturm Graz                                       | Patson Daka                                         | FC Red Bull Salzburg                                | 28                                                  |
| 2021-22   | FC Red Bull Salzburg (16)                           | SK Sturm Graz                                       | FK Austria Viena                                    | Karim Adeyemi                                       | FC Red Bull Salzburg                                | 19                                                  |
| 2022-23   | FC Red Bull Salzburg (17)                           | SK Sturm Graz                                       | LASK Linz                                           | Guido Burgstaller                                   | SK Rapid Viena                                      | 21                                                  |
| 2023-24   | SK Sturm Graz (4)                                   | Red Bull Salzburgo                                  | LASK Linz                                           | Karim Konaté                                        | Red Bull Salzburgo                                  | 20                                                  |
| 2024-25   | SK Sturm Graz (5)                                   | Red Bull Salzburgo                                  | FK Austria Viena                                    | Ronivaldo                                           | FC Blau-Weiß Linz                                   | 14                                                  |

## Títulos por club
| Club                         | Títulos | Subtítulos | Tercero | Años de los campeonatos |
| ---------------------------- | ------- | ---------- | ------- | --- |
| SK Rapid Viena               | 32      | 29         | 23      | 1912, 1913, 1916, 1917, 1919, 1920, 1921, 1923, 1929, 1930, 1935, 1938, 1940, 1941, 1946, 1948, 1951, 1952, 1954, 1956, 1957, 1960, 1964, 1967, 1968, 1982, 1983, 1987, 1988, 1996, 2005, 2008 |
| FK Austria Viena             | 24      | 19         | 17      | 1924, 1926, 1949, 1950, 1953, 1961, 1962, 1963, 1969, 1970, 1976, 1978, 1979, 1980, 1981, 1984, 1985, 1986, 1991, 1992, 1993, 2003, 2006, 2013                                                 |
| FC Red Bull Salzburg (1)     | 17      | 9          | 1       | 1994, 1995, 1997, 2007, 2009, 2010, 2012, 2014, 2015, 2016, 2017, 2018, 2019, 2020, 2021, 2022, 2023                                                                                           |
| FC Wacker Innsbruck (2)      | 10      | 5          | 6       | 1971, 1972, 1973, 1975, 1977, 1989, 1990, 2000, 2001, 2002 |
| FC Admira Wacker Mödling (3) | 8       | 6          | 8       | 1927, 1928, 1932, 1934, 1936, 1937, 1939, 1966 |
| First Vienna FC              | 6       | 6          | 11      | 1931, 1933, 1942, 1943, 1944, 1955 |
| SK Sturm Graz                | 5       | 8          | 6       | 1998, 1999, 2011, 2024, 2025 |
| Wiener Sport-Club            | 3       | 7          | 5       | 1922, 1958, 1959 |
| SC Wacker                    | 1       | 7          | 3       | 1947 |
| Floridsdorfer AC             | 1       | 3          | 1       | 1918 |
| Grazer AK                    | 1       | 2          | 6       | 2004 |
| LASK Linz                    | 1       | 2          | 5       | 1965 |
| Wiener AF                    | 1       | 2          | 3       | 1914 |
| SK VÖEST Linz                | 1       | 2          | 1       | 1974 |
| Wiener AC                    | 1       | 1          | 6       | 1915 |
| SC Hakoah Viena (†)          | 1       | 1          | -       | 1925 |

- (1) FC Red Bull Salzburg (Incluye SV Austria Salzburg hasta 2005)
- (2) FC Wacker Innsbruck (Incluye SSW Innsbruck, FC Swarovski Tirol y FC Tirol Innsbruck)
- (3) FC Admira Wacker Mödling (Incluye SK Admira Viena)

## Estadísticas

### Tabla histórica de goleadores
El mejor goleador de la historia del campeonato austriaco es Robert Dienst, que lidera la tabla histórica con 323 goles en 351 partidos en primera división justo por delante de Hans Krankl. Dienst anotó su primer gol con el Floridsdorfer AC el 16 de abril de 1944 y puso fin a su carrera goleadora el 12 de mayo de 1962 con la vestimenta del 1. Schwechater SC con un doblete ante el Kapfenberger SC.
| Rank | Nombre            | Periodo activo | Goles |
| ---- | ----------------- | -------------- | ----- |
| 1.   | Robert Dienst     | 1943–1962      | 323   |
| 2.   | Hans Krankl       | 1971–1988      | 320   |
| 3.   | Franz Binder      | 1930–1949      | 298   |
| 4.   | Karl Decker       | 1938–1954      | 282   |
| 5.   | Friedrich Cejka   | 1947–1966      | 245   |
| 6.   | Anton Schall      | 1925–1941      | 231   |
| 7.   | Wilhelm Hahnemann | 1931–52, 59    | 230   |
| 8.   | Johann Buzek      | 1955–1973      | 226   |
| 9.   | Erich Hof         | 1954–1969      | 224   |
| 10.  | Ernst Stojaspal   | 1942–1954      | 224   |
| 11.  | Helmut Köglberger | 1964–1981      | 211   |
| 12.  | Theodor Wagner    | 1943–1962      | 201   |
| 13.  | Johann Riegler    | 1944–1963      | 198   |
| 14.  | Josef Epp         | 1937–1953      | 195   |
| 15.  | Ivica Vastić      | 1991–2009      | 187   |
| 16.  | Christian Mayrleb | 1994–2011      | 186   |
| 17.  | Peter Pacult      | 1980–1993      | 186   |
| 18.  | Otto Walzhofer    | 1946–1963      | 185   |
| 19.  | Johann Walzhofer  | 1925–1944      | 178   |
| 20.  | Alfred Körner     | 1943–1964      | 175   |

### Jugadores con mayor cantidad de partidos disputados
El austriaco Robert Sara es el jugador con más encuentros disputados con 581 durante las 20 temporadas que permaneció en activo en el campeonato.
| Rank | Nombre             | Goles |
| ---- | ------------------ | ----- |
| 1.   | Robert Sara        | 581   |
| 2.   | Heribert Weber     | 577   |
| 3.   | Erich Obermayer    | 543   |
| 4.   | Friedrich Koncilia | 525   |
| 5.   | Josef Stering      | 465   |
| 6.   | Herbert Prohaska   | 457   |
| 7.   | Géza Gallos        | 448   |
| 8.   | Friedrich Cejka    | 438   |
| 9.   | Herbert Oberhofer  | 429   |
| 10.  | Hans Krankl        | 427   |